# Randia pringlei
Randia pringlei är en måreväxtart som först beskrevs av Sereno Watson, och fick sitt nu gällande namn av Asa Gray. Randia pringlei ingår i släktet Randia och familjen måreväxter. Inga underarter finns listade i Catalogue of Life.